# Gelis escalerai
Gelis escalerai är en stekelart som beskrevs av Ceballos 1925. Gelis escalerai ingår i släktet Gelis och familjen brokparasitsteklar. Inga underarter finns listade i Catalogue of Life.